# Scopula similaria
Scopula similaria är en fjärilsart som beskrevs av Moore 1867. Scopula similaria ingår i släktet Scopula och familjen mätare. Inga underarter finns listade.